# 窗簾圍繞
《窗簾圍繞》（日语：ぐるぐるカーテン）是乃木坂46的第1張單曲，於2012年2月22日由Sony Music Records發售。

## 概要
《窗簾圍繞》是2011年8月成立的乃木坂46的出道作品，分為「Type-A」、「Type-B」、「Type-C」、「通常盤」和「Chara-ani Chance限定附有個別握手會參加券通常盤」，共5種形式發售。單曲在初回期間附送全國握手會參加券，Type-A、Type-B和Type-C亦隨機附送1張生寫真（每個版本11種）。

## 歌曲
窗簾之中 就是陽光 有她有我

還有層層包着的 私隱秘密

我們到底在說些甚麼？

A面曲《窗簾圍繞》（ぐるぐるカーテン）歌詞描述女生之間在教室窗簾包着的地方有一個「男生止步（男子禁制）」的世界，是一首苦樂參半的青春歌曲。音樂網站hotexpress評論這是一首王道的偶像歌曲，包括前奏的節奏、華麗的副歌、完全是歌謠曲風格的旋律等等。這首歌是「明治手製巧克力」的廣告歌曲，乃木坂46亦是在這個廣告的發表會上首次公開這首歌。此外，她們亦曾於AKB48的活動——「AKB48 重溫時間 最佳曲目100 2012」上表演這首歌。
收錄於Type-B的B面曲《可能想見你》（会いたかったかもしれない）是AKB48的出道單曲和代表歌曲《想見你》的改編版本，除了旋律完全不同，變得比較陰沈外，其他部份包括歌詞、編舞等等都跟原版完全相同。這首歌於組合的專屬節目《乃木坂在哪裏？》（2012年1月15日播映）首次披露後，網上的評論好壞參半。
收錄於全部版本的B面曲《左胸的勇氣》（左胸の勇気）是Sky PerfecTV!「Sky Per! J. League 2012」（スカパー! Jリーグ 2012）的電視台官方加油歌曲。乃木坂46曾於同年4月21日舉行的J. League第7節比賽——大宮松鼠對浦和紅鑽，以及於同年6月30日舉行的第16節比賽——仙台維加泰對廣島三箭進行前，在比賽會場表演這首歌。

## 影片
Type-A、Type-B和Type-C的DVD收錄了全體33名成員的個人短片，每個版本收錄11段，名為「創作者33人×乃木坂46」（33人のクリエーター×乃木坂46），由堤幸彥、平川雄一朗、三木聰等日本各界創意工作者執導。這33段短片再加上4首收錄歌曲的音樂影片（《窗簾圍繞》、《乃木坂之詩》、《可能想見你》和《不想失去》），總長度超過150分鐘。
「創作者33人×乃木坂46」中，每名成員都有一段專屬的個人短片，例如生駒里奈×堤幸彦「50年後的生駒里奈」、生田繪梨花×平川雄一朗「給我喜歡的人」、橋本奈奈未×三木聰「進發！橋本奈奈未」等等。
《可能想見你》跟《想見你》除了歌曲本身外，音樂影片（PV）亦十分相似。該段PV的拍攝地跟原版相同，但拍攝時間則由仲夏改至冬天。PV的角色、演技跟原版相同，原來由《想見你》的中心前田敦子擔任的角色也改由《可能想見你》的中心——生駒里奈飾演。前田本身亦參與了PV的演出。在PV中有數秒前田跟踏着自行車的生駒里奈擦身而過，然後前田目送生駒離開的場景。PV除了本身的版本外，亦有另一個連分鏡都跟原版完全一樣的版本（original cut ver.）。

## 反應
2012年2月21日（發售日前一天）Oricon公信榜估計銷量約為8.5萬張，初登場取得日榜第2位。當日首位是Hey! Say! JUMP的《SUPER DELICATE》，銷量約為11.0萬張。
單曲首周銷量約有13.6萬張，於Oricon公信榜取得單曲周榜第2位，亦為Oricon榜史上女性藝人中出道單曲銷量的第3位。（包括個人歌手，但不包括個人出道的組合成員，首兩位是NMB48《絕滅黑髮少女》的約21.8萬張和Kaoru Amane《太陽之歌》的約15.0萬張）此外，相比「官方對手」AKB48的主流出道單曲《想見你》，乃木坂46的銷量和排名都大幅上升。《想見你》於2006年10月發行，首周銷量約為1.7萬張，得周榜第12位。AKB48於同時期（2012年2月）發行的單曲《GIVE ME FIVE!》首周銷量則約為128.7萬張，得周榜首位。
此外，乃木坂46於3月14日（即發行3周後）憑此單曲首次取得Oricon公信榜單曲日榜第1位。
單曲於2012年2月份（即發行月份）獲日本唱片協會認證為金唱片（即唱片累積銷量超過十萬張）。其後，Oricon於6月20日公布各單曲於同年上半年的銷量以及排名。單曲以約20.9萬張的累積銷量，取得第14位。乃木坂46的第2張單曲《來吧香波》亦緊接取得第15位。

## 收錄內容

### Type-A
| CD   | CD                           | CD     | CD       | CD       | CD   |
| 曲序 | 曲目                         |        | 作曲     | 編曲     | 时长 |
| ---- | ---------------------------- | ------ | -------- | -------- | ---- |
| 1.   | 窗簾圍繞                     | 秋元康 | 黑須克彥 | 湯淺篤   | 4:04 |
| 2.   | 左胸的勇氣                   | 秋元康 | 小內喜文 | 佐佐木裕 | 4:53 |
| 3.   | 乃木坂之詩                   | 秋元康 | 井手功二 | 井手功二 | 4:30 |
| 4.   | 窗簾圍繞（off vocal ver.）   | －     | －       | －       |      |
| 5.   | 左胸的勇氣（off vocal ver.） | －     | －       | －       |      |
| 6.   | 乃木坂之詩（off vocal ver.） | －     | －       | －       |      |

| DVD  | DVD                      |
| 曲序 | 曲目                     |
| ---- | ------------------------ |
| 1.   | 窗簾圍繞 -MUSIC VIDEO-   |
| 2.   | 乃木坂之詩 -MUSIC VIDEO- |
| 3.   | 創作者33人×乃木坂46      |

### Type-B
| CD   | CD                           | CD     | CD                         | CD       | CD   |
| 曲序 | 曲目                         |        | 作曲                       | 編曲     | 时长 |
| ---- | ---------------------------- | ------ | -------------------------- | -------- | ---- |
| 1.   | 窗簾圍繞                     | 秋元康 | 黑須克彥                   | 湯淺篤   | 4:04 |
| 2.   | 左胸的勇氣                   | 秋元康 | 小內喜文                   | 佐佐木裕 | 4:53 |
| 3.   | 可能想見你                   | 秋元康 | BOUNCEBACK、補作曲：MIKOTO | 野中雄一 | 3:49 |
| 4.   | 窗簾圍繞（off vocal ver.）   | －     | －                         | －       |      |
| 5.   | 左胸的勇氣（off vocal ver.） | －     | －                         | －       |      |
| 6.   | 可能想見你（off vocal ver.） | －     | －                         | －       |      |

| DVD  | DVD                                          |
| 曲序 | 曲目                                         |
| ---- | -------------------------------------------- |
| 1.   | 窗簾圍繞 -MUSIC VIDEO-                       |
| 2.   | 可能想見你 -MUSIC VIDEO-                     |
| 3.   | 可能想見你（original cut ver.）-MUSIC VIDEO- |
| 4.   | 創作者33人×乃木坂46                          |

### Type-C
| CD   | CD                           | CD     | CD        | CD       | CD   |
| 曲序 | 曲目                         |        | 作曲      | 編曲     | 时长 |
| ---- | ---------------------------- | ------ | --------- | -------- | ---- |
| 1.   | 窗簾圍繞                     | 秋元康 | 黑須克彥  | 湯淺篤   | 4:04 |
| 2.   | 左胸的勇氣                   | 秋元康 | 小內喜文  | 佐佐木裕 | 4:53 |
| 3.   | 不想失去                     | 秋元康 | 蛯原LANCE | 塩川滿己 | 4:16 |
| 4.   | 窗簾圍繞（off vocal ver.）   | －     | －        | －       |      |
| 5.   | 左胸的勇氣（off vocal ver.） | －     | －        | －       |      |
| 6.   | 不想失去（off vocal ver.）   | －     | －        | －       |      |

| DVD  | DVD                    |
| 曲序 | 曲目                   |
| ---- | ---------------------- |
| 1.   | 窗簾圍繞 -MUSIC VIDEO- |
| 2.   | 不想失去 -MUSIC VIDEO- |
| 3.   | 創作者33人×乃木坂46    |

### 通常盤
| CD   | CD                           | CD     | CD         | CD         | CD   |
| 曲序 | 曲目                         |        | 作曲       | 編曲       | 时长 |
| ---- | ---------------------------- | ------ | ---------- | ---------- | ---- |
| 1.   | 窗簾圍繞                     | 秋元康 | 黑須克彥   | 湯淺篤     | 4:04 |
| 2.   | 左胸的勇氣                   | 秋元康 | 小內喜文   | 佐佐木裕   | 4:53 |
| 3.   | 乘着白雲                     | 秋元康 | 太田美知彦 | 太田美知彦 | 4:47 |
| 4.   | 窗簾圍繞（off vocal ver.）   | －     | －         | －         |      |
| 5.   | 左胸的勇氣（off vocal ver.） | －     | －         | －         |      |
| 6.   | 乘着白雲（off vocal ver.）   | －     | －         | －         |      |

## 參與成員
除了暫停活動中的秋元真夏，乃木坂46全部共33名成員都有參與單曲工作。這張單曲的16名選拔成員人選於2012年1月8日播映的《乃木坂，哪裡？》內公布。
| 歌曲名稱                  | 參與成員 | Center               |
| ------------------------- | --- | -------------------- |
| 窗簾圍繞 （單曲選拔成員） | 生駒里奈、生田繪梨花、星野みなみ、白石麻衣、高山一實、橋本奈奈未、松村沙友理 市來玲奈、井上小百合、川村真洋、齋藤飛鳥、齊藤優里、櫻井玲香、中田花奈、西野七瀨、能條愛未        | 生駒里奈             |
| 左胸的勇氣                | 安藤美雲、伊藤寧寧、伊藤萬理華、岩瀨佑美子、衛藤美彩、柏幸奈、川後陽菜、齋藤千春、中元日芽香、永島聖羅、畠中清羅、深川麻衣、樋口日奈、宮澤成良、大和里菜、若月佑美、和田まあや | 畠中清羅             |
| 可能想見你                | 單曲選拔成員、伊藤寧寧、伊藤萬理華、衛藤美彩、宮澤成良 | 生駒里奈             |
| 不想失去                  | 單曲選拔成員、中元日芽香、永島聖羅、畠中清羅、深川麻衣 | 生駒里奈、生田繪梨花 |
| 乘著白雲                  | 單曲選拔成員、安藤美雲、岩瀨佑美子、川後陽菜、齋藤千春 | 生駒里奈             |
| 乃木坂之詩                | 發行時乃木坂46全體成員（除了暫停活動中的秋元真夏。） |                      |

## 外部連結
- 官方網站 （页面存档备份，存于）（日語）
- 創作者33人×乃木坂46 （页面存档备份，存于）（日語）